# Flabellopora pisiformis
Flabellopora pisiformis är en mossdjursart som beskrevs av Canu och Bassler 1929. Flabellopora pisiformis ingår i släktet Flabellopora och familjen Biporidae. Inga underarter finns listade i Catalogue of Life.